# Tratatul de la Fortul Wise

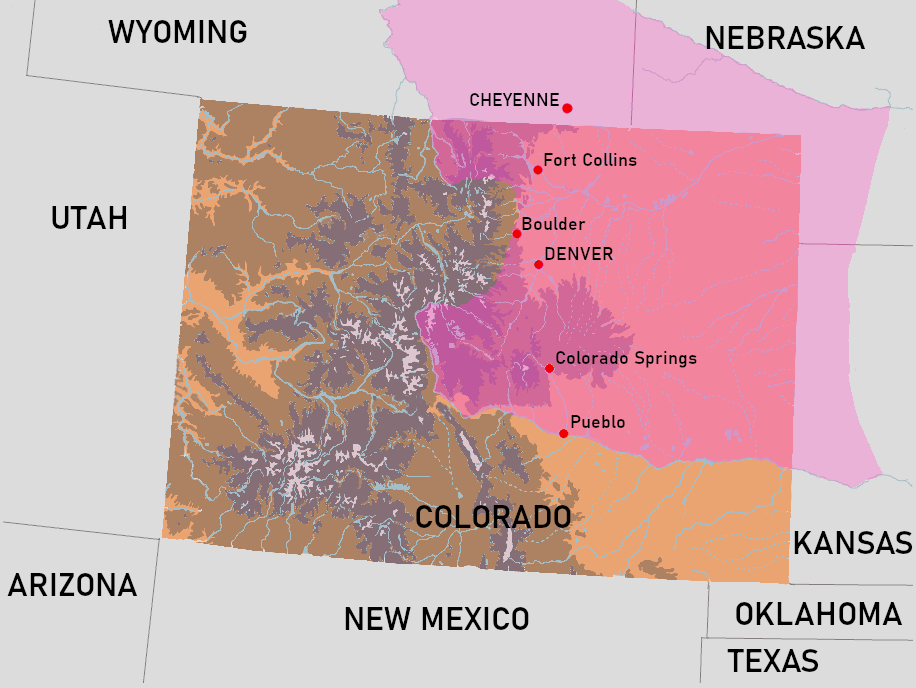
Teritoriul triburilor Cheyenne și Arapaho în 1851.

Tratatul de la Fortul Wise din 1861 a fost un acord încheiat între Statele Unite și amerindienii din Marile Câmpii (șase căpetenii ale triburilor sudice cheyenne⁠(d) și patru căpetenii ale triburilor sudice arapaho⁠(d)). O mare parte din indienii cheyenne s-au opus tratatului, deoarece acesta a fost semnat de puține căpetenii și fără consimțământul sau aprobarea celorlalți membri ai tribului. Acordul a cauzat numeroase conflicte între coloniștii albi și amerindienii, printre care Războiul din Colorado⁠(d) și Masacrul de la Sand Creek⁠(d).

## Tratatul de la Fortul Laramie (1851)
Conform Tratatului de la Fortul Laramie din 1851 încheiat între Statele Unite și diverse triburi amerindiene, coloniștii recunoșteau că teritoriile cuprinse între râul râul North Platte⁠(d) și râul Arkansas, respectiv cele situate spre est, de la Munții Stâncoși până în vestul statului Kansas, aparțin triburilor Cheyenne și Araphao. Acestă zonă cuprinde actuala regiune de sud-est a statului Wyoming, sud-vestul statului Nebraska, majoritatea teritoriilor din estul statului Colorado și cele mai vestice ținuturi ale statului Kansas. Totuși, odată cu descoperirea unor zăcăminte de aur în Munții Stâncoși din Colorado în noiembrie 1958, pe atunci parte din vestul Teritoriului Kansas⁠(d), numeroși coloniști albi au început să pătrundă pe teritoriile celor două triburi. Autoritățile din Colorado au cerut instituțiilor guvernamentale să modifice granițele teritoriilor indiene, iar în toamna anului 1860, A. B. Greenwood⁠(d), comisar al Biroului Afacerilor Indiene⁠(d), a călătorit la Bent's New Fort⁠(d) pentru a negocia un nou tratat.

## Tratatul de la Fortul Wise
La 18 februarie 1861, șase căpetenii ale triburilor sudice Cheyenne și patru căpetenii Arapaho au semnat Tratatul de la Fortul Wise cu Statele Unite la Bent's New Fort, în apropiere de actualul Lamar, Colorado⁠(d), prin care cedau Statelor Unite majoritatea teritoriilor primite prin Tratatul de la Fortul Laramie. Căpeteniile care au semnat tratatul sunt:
- Cheynne: Black Kettle⁠(d), White Antilope, Lean Bear⁠(d), Little Wolf, Tall Bear și Left Hand;
- Arapaho: Little Raven⁠(d), Storm, Shave-Head și Big Mouth.

Noua rezervație era mai mică decât cea obținută prin tratatul din 1851 și era situată în estul statului Colorado de-a lungul râului Arkansas, între granița de nord a statului New Mexico și Sand Creek. Unele triburi Cheyenne, printre care Dog Soldiers⁠(d), un grup de războinici cheyenne și lakota, au refuzat să respecte condițiile tratatului . Aceștia au continuat să trăiască și să vâneze în ținuturile bogate din estul Colorado și vestul statului Kansas. De asemenea, au intrat în conflict cu imigranții albi care pătrundeau pe teritoriile lor, în special în ținutul Smoky Hull River din Kansas, de-a lungul căruia a fost deschis un nou drum către câmpurile aurifere. Amerindienii cheyenne s-au opus tratatului, deoarece acesta a fost semnat de o minoritate fără consimțământul celorlalți membri ai tribului, semnatarii nu au înțeles condițiile tratatului și au primit mită pentru a semna. Coloniștii albi au susținut însă că tratatul reprezintă o „obligație solemnă” și au considerat că acei indieni care au refuzat să-l respecte erau ostili și plănuiau un război.

## Războiul din Colorado și Masacrul de la Sand Creek
Începutul Războiului Civil American în 1861 a implicat desfășurarea unor forțe militare în teritoriul Colorado. În martie 1862, trupele din Colorado au învins armata confederată din Texas în Bătălia de la Glorieta Pass⁠(d) din New Mexico. După încheierea luptei, regimentul 1 infanterie⁠(d) s-a întors pe teritoriul Colorado și a fost transformat în gardă civilă sub comanda colonelului John Chivington⁠(d). Acesta și guvernatorul teritorial John Evans⁠(d) au abordat dur problema indienilor. Escaladarea continuă a cauzat în cele din urmă Războiul din Colorado între 1864 și 1865. La 29 noiembrie 1864, trupele lui Chivington au atacat o tabără pașnică a amerindienilor Cheyenne și Arapaho la Sand Creek, în rezervația înființată pentru aceștia prin Tratatul de la Fortul Wise. Acest eveniment a devenit cunoscut sub numele de Masacrul de la Sand Creek .